# Orchigymnadenia
Orchigymnadenia là một chi thực vật có hoa trong họ Lan.